# Agathidium vaderi
Agathidium vaderi ist eine Art aus der Familie der Schwammkugelkäfer. Er wurde wegen seines breiten, helmartigen Kopfes nach der fiktionalen Figur Darth Vader aus den Star-Wars-Filmen benannt.

## Merkmale
Der Käfer besitzt eine Körperlänge von etwa 2,6 bis 3,2 Millimetern und im Vergleich zu verwandten Arten der Gattung Agathidium, die eher kugelförmig gebaut sind, eine relativ schmale, abgeflachte Gestalt. Er ist rötlich-braun gefärbt mit gelbbraunen Fühlern und Beinen. Der Kopf ist abgeplattet und verbreitert, die Augen sind sehr klein und zu schmalen Dreiecken reduziert. Die ähnlichste Art ist der nahe verwandte Käfer Agathidium kimberlae, von dem sich Agathidium vaderi in erster Linie genitalmorphologisch unterscheidet.

## Verbreitung und Lebensraum
Bisher bekannte Exemplare wurden im Gebirgsland der Grenzregion zwischen den US-Bundesstaaten North Carolina, Tennessee und Georgia in Höhenlagen von 500 bis 1400 m gefunden. Typlokalität ist der Kuwohi im Great-Smoky-Mountains-Nationalpark. Die Käfer leben in der Bodenstreu des Waldbodens an zerfallendem Holz. Wahrscheinlich ernähren sie sich wie viele Arten der Gattung Agathidium von Schleimpilzen.

## Verwandte Arten
Agathidium bushi, Agathidium rumsfeldi, Agathidium cheneyi.